# Băi
Băi – wieś w Rumunii, w okręgu Alba, w gminie Vidra. W 2011 roku liczyła 7 mieszkańców.